# Anna Zugno
Anna Zugno (Gardone Val Trompia, 30 aprile 1984) è un'ex ciclista su strada italiana.
Non ha ottenuto successi fra i professionisti, ma è stata campionessa del mondo a cronometro fra le juniores. Specialista delle prove contro il tempo, è stata tre volte seconda (2005, 2007, 2008) e una volta terza (2004) nei Campionati italiani a cronometro e due volte bronzo europeo della specialità fra le under-23 nel 2004 e 2005.

## Palmarès
- 2002 (Juniores)

Campionato mondiale, Prova a cronometro

## Piazzamenti

### Competizioni mondiali
- Campionati del mondo su strada

Zolder 2002 - Cronometro Juniores: vincitrice
Hamilton 2003 - Cronometro: 28ª
Hamilton 2003 - In linea: 45ª
Verona 2004 - Cronometro: 19ª
Verona 2004 - In linea: 42ª
Madrid 2005 - Cronometro: 45ª
Madrid 2005 - In linea: 22ª
Stoccarda 2007 - Cronometro: 32ª
Varese 2008 - Cronometro: 36ª